# Matt Lucas
Matthew Richard Lucas (Londres, 5 de marzo de 1974), más conocido como Matt Lucas, es un comediante, escritor y actor británico. Es principalmente conocido por su trabajo junto a David Walliams en el show televisivo Little Britain y en la serie de entrevistas paródicas Rock Profile.

## Biografía
Nacido en Paddington, Lucas procede de una familia judía y creció en Stanmore, en el Gran Londres. Su primo es Hannah Pollack, quien fue a la Warwick University. Padece alopecia desde su infancia, habiendo perdido todo su pelo a la edad de seis años.
Se educó en la prestigiosa Haberdashers' Aske's Boys' School, junto con otras conocidas personalidades como David Baddiel y Sacha Baron Cohen. Continuó estudiando drama en la Universidad de Bristol entre 1993 y 1995.
Trabajó para el Chelsea F.C. como asistente de ventas en la tienda del club, aunque él es fan del Arsenal.

## Trayectoria
La asociación de Lucas con Vic Reeves y Bob Mortimer empezó en 1992 y, en 1994, apareció en The Smell of Reeves and Mortimer. La segunda temporada de la serie presentaba a Lucas en diferentes sketchs. Continuó protagonizando con ellos Shooting Stars. Rápidamente alcanzó la fama como George Dawes, el bebé gigante que recitaba una serie de gags sin sentido e insultos antes de recitar su papel mientras estaba sentado y jugaba en una batería. También actuó ocasionalmente como Marjorie Dawes, la madre de George, quien luego aparecería en Little Britain. También participó en las series de Reeves & Mortimer para la BBC, Randall and Hopkirk (Deceased) y Catterick, con varios personajes.
Sus apariciones en videos musicales incluyen el dirigido por Damien Hirst para la canción de Blur, "Country House", en 1995 como psicoanalista;   "Jesusland" de Ben Folds en 2005; "I'm with Stupid" de Pet Shop Boys en 2006, junto a su compañero de Little Britain David Walliams; y "Vindaloo" de Fat Les. 
Lucas se aventuró en el mundillo de los musicales en 2002, cuando tomó uno de los principales papeles del musical de Boy George, Taboo, en The Venue (Londres). Interpretó al famoso artista Leigh Bowery, lo que le requería llevar escandalosos y espectaculares trajes y maquillaje. En 2010 trabajó en la película de Tim Burton 'Alicia en el País de las Maravillas' interpretando a Tweedledee y Tweedledum, papeles que retomó para la secuela de ésta, 'Alicia a través del espejo', película dirigida por James Bobin, la cual fue estrenada en 2016.
En 2017 pasó a ser parte de los personajes principales de la 10.ª temporada de Doctor Who como Nardole. 

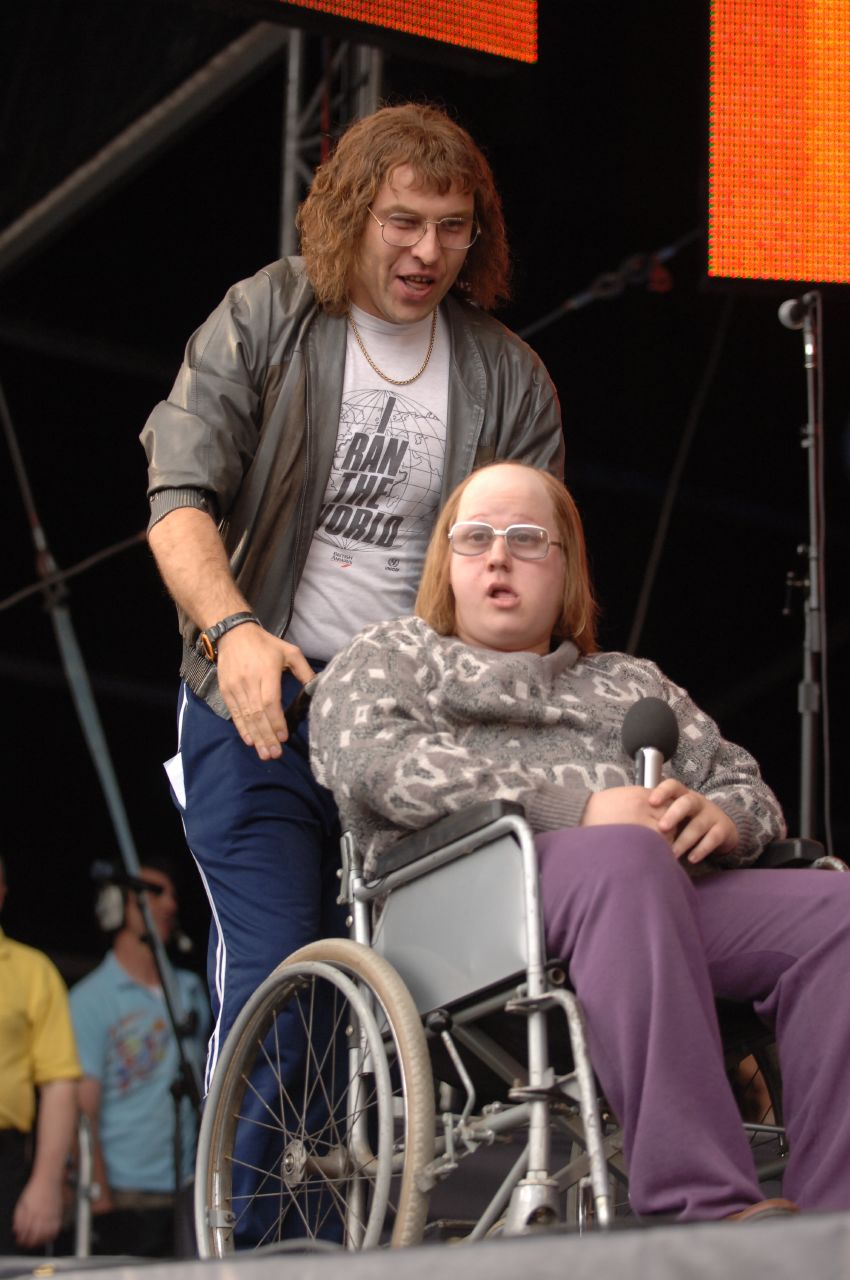
Walliams y Lucas caracterizados como Lou Todd y Andy Pipkin en el Live 8 (julio de 2005).

#### Little Britain
Little Britain es el trabajo comercial de mayor éxito de Lucas. Originalmente un programa de radio en la BBC Radio 4, se convertiría luego en una serie de televisión. Little Britain ha ganado numerosos premios en la televisión, generando grandes ventas de DVD así como merchandising. Lucas interpreta, entre muchos otros, cuatro de los más populares personajes de la serie, la cual escribe e interpreta junto a David Walliams; el aparentemente discapacitado Andy Pipkin, la adolescente de Bristol Vicky Pollard, el homosexual homofóbico Daffyd Thomas y la insensible directora del club de adelgazamiento Marjorie Dawes. Lucas interpreta muchos otros personajes populares como la extremadamente obesa Bubbles DeVere, e incluso se ha disfrazado de Orville The Duck para un sketch.
El 9 de abril de 2009, se estrenó en Comedy Central la serie Kröd Mändoon and the Flaming Sword of Fire, con Lucas como actor habitual, la primera gran serie de comedia en la que Lucas había trabajado desde Little Britain. En 2010, Lucas interpretó a Tweedledee y Tweedledum en Alicia en el País de las Maravillas, de Tim Burton[15].
A partir de febrero de 2010, Lucas comenzó a presentar su propio programa de radio, And The Winner Is, en el que entregaba una serie de premios ficticios basados en las nominaciones de sus invitados[16].

## Vida personal
Lucas es patrocinador de The Karen Morris Memorial Trust, una institución benéfica británica para pacientes de leucemia y sus familias. En abril de 2004 participó en Celebrity Who Wants To Be A Millionaire y ganó 62.500 libras para la institución.
En diciembre de 2006 Lucas se inscribió en el registro civil junto a su pareja, Kevin McGee, en una ceremonia celebrada en Londres. El 22 de octubre de 2008 se anunció que Lucas había solicitado la disolución de la unión citando un "comportamiento irrazonable" por parte de McGee.
En mayo de 2007, Lucas se situó octavo en la lista de los 100 gays y lesbianas más influyentes del Reino Unido, entre campos tan diversos como el entretenimiento, los negocios, la política y la ciencia, por los periódicos británicos The Independent y The Daily Mail.

## Filmografía

### Film
| Año  | Título                                          | Rol                                 | Notas        |
| ---- | ----------------------------------------------- | ----------------------------------- | ------------ |
| 1998 | Jilting Joe                                     | Aeromozo                            |              |
| 1999 | Plunkett & Macleane                             | Sir Oswald                          |              |
| 2004 | Shaun of the Dead                               | Primo Tom                           | Cameo        |
| 2005 | Cold and Dark                                   | Dr. Elgin                           |              |
| 2009 | Astro Boy                                       | Sparx                               | Voz          |
| 2010 | Alice in Wonderland                             | Tweedledum y Tweedledee             |              |
| 2010 | The Infidel                                     | Rabino                              |              |
| 2010 | Les Misérables in Concert: The 25th Anniversary | Thénardier                          |              |
| 2011 | Gnomeo & Juliet                                 | Benny                               | Voz          |
| 2011 | Bridesmaids                                     | Gil                                 |              |
| 2012 | Small Apartments                                | Franklin Franklin                   |              |
| 2013 | The Look of Love                                | Divine                              |              |
| 2013 | In Secret                                       | Olivier                             |              |
| 2013 | The Harry Hill Movie                            | Otto                                |              |
| 2014 | Paddington                                      | Joe                                 |              |
| 2016 | Alice Through the Looking Glass                 | Tweedledee y Tweedledum             |              |
| 2017 | How to Talk to Girls at Parties                 | PT Wain                             |              |
| 2018 | A Futile and Stupid Gesture                     | Tony Hendra                         |              |
| 2018 | Sherlock Gnomes                                 | Benny                               | Voz          |
| 2019 | Polar                                           | Sr. Blut                            |              |
| 2019 | Missing Link                                    | Sr. Collick                         | Voz          |
| 2019 | The Queen's Corgi                               | Charlie                             | Voz          |
| 2019 | Les Misérables: The Staged Concert              | Thénardier                          |              |
| 2022 | I Came By                                       | Anfitrión de Great British Bake-Off |              |
| 2023 | Wonka                                           | Gerald Prodnose                     |              |
| 2024 | Gladiator 2                                     | TBA                                 | En producció |

### Televisión
| Año       | Título                                                 | Rol                                                            | Notas                                                           |
| --------- | ------------------------------------------------------ | -------------------------------------------------------------- | --------------------------------------------------------------- |
| 1995      | The Imaginatively Titled Punt & Dennis Show            |                                                                | 1 episodio                                                      |
| 1995      | The Smell of Reeves and Mortimer                       | Mayor Hobson / Dueño del Pub / Quivell Mills                   | 4 episodios                                                     |
| 1995–2009 | Shooting Stars                                         | George Dawes / Marjorie Dawes                                  |                                                                 |
| 1996      | Mash and Peas                                          | Danny Mash / Roles diversos                                    | 9 episodios; también escritor                                   |
| 1997      | Sunnyside Farm                                         | Sr. Mills                                                      |                                                                 |
| 1997      | It's Ulrika!                                           | Varios                                                         | Fim para TV                                                     |
| 1998      | Barking                                                | Varios                                                         |                                                                 |
| 1998      | You Are Here                                           | Pat Magnet                                                     | Film para TV                                                    |
| 1999      | Bang Bang, It's Reeves and Mortimer                    | Varios                                                         | 1 episodio                                                      |
| 1999      | Sir Bernard's Stately Homes                            | Sir Bernard Chumley                                            | 6 episodios                                                     |
| 1999–2022 | Rock Profile                                           | Varios                                                         | 31 episodios; también escritor                                  |
| 2000      | Da Ali G Show                                          |                                                                | Escribió 1 episodio                                             |
| 2000      | Lum the Invader Girl                                   | Ataru Moroboshi                                                | Voz, Doblaje en inglés paralaBBC de Urusei Yatsura; 2 episodios |
| 2001      | Fun at the Funeral Parlour                             | Padre Titmus / Isaac Hunt                                      | 2 episodios                                                     |
| 2001      | Randall & Hopkirk (Deceased)                           | Nesbit                                                         | Episodio: "Revenge of the Bog People"                           |
| 2002      | Surrealissimo: The Scandalous Success of Salvador Dalí | Luis Buñuel                                                    | Film para TV                                                    |
| 2002      | Captain V                                              |                                                                | Film para TV                                                    |
| 2003      | Comic Relief 2003: The Big Hair Do                     | Su Pollard: Blankety Blank                                     | Film para TV                                                    |
| 2003–2006 | Little Britain                                         | Various Roles                                                  | 23 episodios; también escritor                                  |
| 2004      | Catterick                                              | Roy Oates / Dan el Egoísta / Webster                           | 6 episodios                                                     |
| 2004      | French and Saunders                                    |                                                                | 1 episodio                                                      |
| 2004      | The All-Star Comedy Show                               | Varios                                                         | Film para TV                                                    |
| 2004      | AD/BC: A Rock Opera                                    | Dios                                                           | Film para TV                                                    |
| 2005      | Look Around You                                        | Dr. Phillip Lavender                                           | 2 episodios                                                     |
| 2005      | Casanova                                               | Villars                                                        | Miniserie; 2 episodios                                          |
| 2005–2006 | King Arthur's Disasters                                | Merlín                                                         |                                                                 |
| 2006      | Popetown                                               | Cardenal Uno / Jackie Cohen                                    | 10 episodios                                                    |
| 2006      | The Wind in the Willows                                | Toad                                                           | Film para TV                                                    |
| 2007      | The National Television Awards 2007                    | Lou                                                            | Film para TV                                                    |
| 2007      | Gavin & Stacey                                         | Jammy                                                          | 1 episodio                                                      |
| 2007      | Neighbours                                             | Andy Pipkin                                                    | Episodio: "British Bulldog"                                     |
| 2007      | Kath & Kim                                             | Karen                                                          | 2 episodios                                                     |
| 2008      | Little Britain USA                                     | Varios                                                         | 6 episodios; también escritor y productor ejecutivo             |
| 2009      | Kröd Mändoon and the Flaming Sword of Fire             | Canciller Dongalor                                             | 6 episodios                                                     |
| 2009      | Comic Relief 2009                                      | Julie / Matt Van-Laaast / Ellie Grace                          | Film para TV                                                    |
| 2009      | Pride of Britain Awards 2009                           | Andy                                                           | Film para TV                                                    |
| 2010      | Funny or Die Presents                                  | Graham Rhys Grahamcox                                          | Episodio: "The Carpet Brothers"                                 |
| 2010      | The One Ronnie                                         | Varios                                                         | Film para TV                                                    |
| 2010–2011 | Come Fly with Me                                       | Varios / Fearghal O'Farrell / Keeley St Clair / Mickey Minchin | 6 episodios; también escritor y productor asociado              |
| 2012      | The Greatest Footie Ads Ever                           | Andy                                                           | Film para TV                                                    |
| 2012–2013 | Portlandia                                             | Stu                                                            | 2 episodios                                                     |
| 2013      | Community                                              | Toby Weeks                                                     | Episodio: "Conventions of Space and Time"                       |
| 2013      | Super Fun Night                                        | Derrick                                                        | Invitado                                                        |
| 2014      | The Life of Rock with Brian Pern                       | Ray Thomas                                                     |                                                                 |
| 2015      | Pompidou                                               | Pompidou                                                       | También productor y director                                    |
| 2015      | Fresh Off the Boat                                     | Sr. Fisher                                                     | Episodio: "Boy II Man"                                          |
| 2015–2017 | Doctor Who                                             | Nardole                                                        | 15 episodios                                                    |
| 2015      | Man Seeking Woman                                      | Igor                                                           | Episodio: "Teacup"                                              |
| 2016      | Bull                                                   | Sr. Richards                                                   | Episodio: "A Faberge Egg"                                       |
| 2016      | Galavant                                               | John                                                           | Episodio: "Aw, Hell, the King"                                  |
| 2016      | Mack & Moxy                                            | Admirable Matt                                                 | Episodio: "A Spectrum of Possibilities"                         |
| 2016      | A Midsummer Night's Dream                              | Nick Bottom                                                    | Film para TV                                                    |
| 2016      | Round Planet                                           | Narrador                                                       | 10 episodios                                                    |
| 2017      | Bill Nye Saves the World                               | El mismo                                                       | Episodio: "The Sexual Spectrum"                                 |
| 2017      | Stella                                                 | Wes                                                            | Episodio: 6.1                                                   |
| 2018      | Who Is America?                                        | —                                                              | Escritor ("104")                                                |
| 2019      | Moominvalley                                           | Teety-Woo                                                      |                                                                 |
| 2020—2023 | The Great British Bake Off                             | Copresentador                                                  | Junto a Noel Fielding; reemplazó a Sandi Toksvig                |
| 2020      | Reasons to Be Cheerful with Matt Lucas                 | Presentador                                                    |                                                                 |
| 2021      | The Masked Singer                                      | Panelista invitado                                             | Serie 2, Episodio 7; Semifinal                                  |
| 2021      | 50 Years of Mr Men with Matt Lucas                     | Presentador                                                    | Documental para TV                                              |
| 2021      | Legends of Tomorrow                                    | Aleister Crowley                                               | 2 episodios                                                     |
| 2021      | RuPaul's Drag Race UK                                  | Juez Invitado                                                  | Episodio: "The Return of Royalty"                               |
| 2021      | Gogglebox for Stand Up to Cancer                       | El mismo                                                       | Serie 18, episodio 5 (Su2c special)                             |
| 2022      | Deep Heat                                              | Administrador                                                  | The Showcase                                                    |
| 2022—     | Fantasy Football League                                | Copresentador                                                  | Coescritor                                                      |